# Smile (Smile.dk-Album)
Smile ist das Debüt-Album der schwedischen Bubblegum-Musik Band Smile.dk und wurde 1998 veröffentlicht. Es beinhaltet 10 Lieder bei der normalen Veröffentlichung. Bei der japanischen Veröffentlichung ist das Lied Happy in Love als Bonus-Track enthalten. Das Album wurde in Japan mit Gold ausgezeichnet. Die Band Smile.dk wurde 1998 zur „Beste Girl Group International“ in Hong Kong gekürt.

## Songs
Der 1997 veröffentlichte Song Coconut ist auf dem Album enthalten. Butterfly, der bisher populärste Song, wurde im gleichen Erscheinungsjahr vom Album 1998 veröffentlicht. Ein Jahr nach der Veröffentlichung des Albums wurden die Songs Boys und Mr. Wonderful ausgekoppelt.

## Titelliste
| #   | Titel                             | Länge |
| --- | --------------------------------- | ----- |
| 1.  | Butterfly                         | 2:58  |
| 2.  | Coconut                           | 3:23  |
| 3.  | Sweet Senorita                    | 3:10  |
| 4.  | Middle of the Night               | 3:24  |
| 5.  | Tic Toc                           | 3:00  |
| 6.  | Get Out                           | 3:12  |
| 7.  | Boys                              | 3:06  |
| 8.  | Mr. Wonderful                     | 3:14  |
| 9.  | Knock Knock                       | 3:16  |
| 10. | Comme Ci Comme Ca                 | 3:03  |
| 11. | Happy in Love (Japan Bonus Track) | 3:26  |